# Alexei Nikolajewitsch Sewerzow

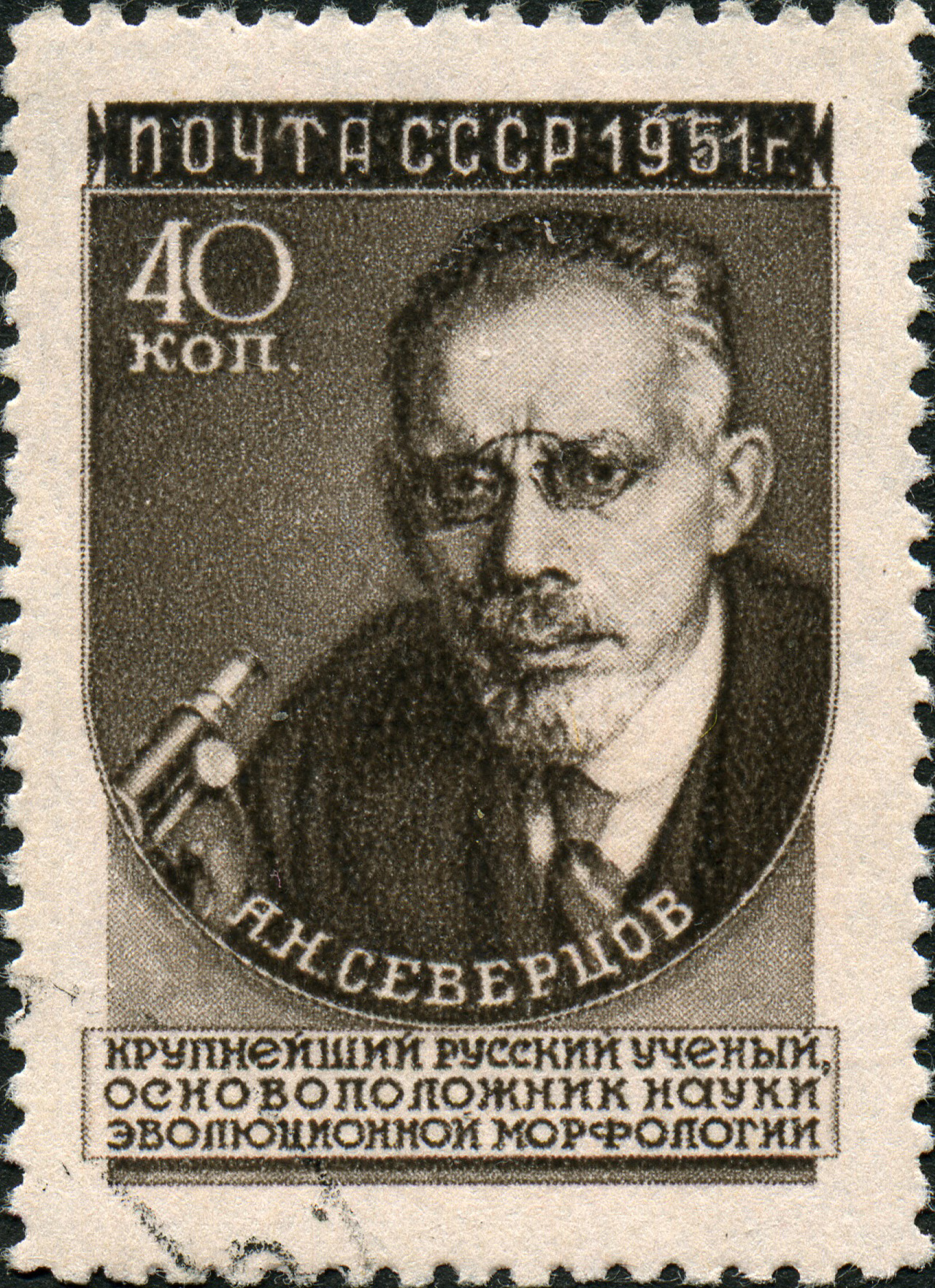
Sewerzow auf einer sowjetischen Briefmarke von 1951

Alexei Nikolajewitsch Sewerzow (russisch Алексей Николаевич Северцов; * 11. September 1866 in Moskau; † 16. Dezember 1936 ebenda) war ein russischer Zoologe und Paläontologe.

## Leben
Er war der Sohn des Zoologen und Forschungsreisenden Nikolai Alexejewitsch Sewerzow und besuchte ein privates Gymnasium, bevor er ab 1885 an der Lomonossow-Universität Zoologie studierte. Nach dem Diplom 1895 war er an mehreren Forschungsstationen für Meeresbiologie, dem Laboratoire de Banyuls-sur-Mer, dem „Observatoire Océanologique“ in Villefranche-sur-Mer und der Zoologischen Station Neapel, sowie an den Universitäten Kiel und München tätig. Nach der Promotion 1898 lehrte er als Professor für Zoologie von 1898 bis 1902 an der Kaiserlichen Universität Dorpat, von 1902 bis 1911 an der Universität Kiew und von 1911 bis 1930 in Moskau, wo er 1930 das Labor für evolutionäre Morphologie gründete.
Sewerzow befasste sich anfangs mit vergleichender Anatomie, insbesondere des Schädels von niederen Wirbeltieren, und mit der Systematik niederer Wirbeltiere. Später entwickelte er über mehrere Jahrzehnte eine über die orthodoxe Darwinsche Evolutionstheorie hinausgehende Theorie der Evolution die auch der ursprünglich von Ernst Haeckel entdeckten Beziehung von Phylogenese und Ontogenese nachging (Phyloembryogenie und morphobiologische Theorie der Evolution).
Er war Mitglied der Russischen Akademie der Wissenschaften (seit 1920) und der Ukrainischen Akademie der Wissenschaften. 1926 wurde er korrespondierendes Mitglied der Paläontologischen Gesellschaft.

## Schriften
- Gesammelte Werke, 5 Bände, Moskau 1945 bis 1951 (russisch)
- Études sur l’évolution des vertébrés inférieures. I. Morphologie du squelette et de la musculature de la tête des Cyclostomes, II. Organisation des ancêtres des vertébrés actuels,” in Archives russes d’anatomie, d’histologie et d’embryologie, 1, Nr. 1 (1916) und Nr. 3 (1917) (in Russisch erschien noch ein dritter Teil 1924)
- Morphologische Gesetzmäßigkeiten der Evolution, Jena 1931 (russische Ausgabe Moskau, Leningrad 1939)
- Die Entwicklung der Occipitalregion der niederen Vertebraten, Moskau 1895
- Die Entwicklung des Selachierschädels: ein Beitrag zur Theorie der korrelativen Entwicklung, 1899
- Développement des extrémités de Chamaeleo bilineatus (avec p. XXII et XXIII), 1916
- Morphologische Gesetzmäßigkeiten der Evolution, Jena 1931